# Михај Трајстарју
Михај Трајстарју (рум. Mihai Trăistariu; рођен 16. децембра 1979. у Пјатри Њамц) је румунски певач забавне музике. Михај је са песмом Tornerò представљао Румунију на Песми Евровизије 2006. у Атини.
Михај Трајстарју је почео да учи клавир са седам година. Осим десет година клавира, узимао је и часове певања и глуме. Завршио је један од бројних румунских математичко-физичких лицеја „Петру-Рарес“ и дипломирао на Факултету за информатику у Јашију.
Михај је учествовао на бројним румунским и међународним фестивалима и између осталих на шест националних избора за представника Румуније на Песми Евровизије (по једном први, други, четврти, и три пута трећи). Након фестивала у Мамаји 1998. Михај се придружио саставу Валахија (Влашка) и са њима снимио шест албума до 2004. године, од када наступа самостално. 2006. године је, у конкуренцији фаворизоване песме Jokero састава Акцент, победио са песмом Tornerò (Вратићу се) на енглеском и италијанском језику, добивши 12 поена од жирија и 10 у телегласању. Tornero је брза техно-денс композиција која се отвара упамтљивим вокалом и ненаметљивим етно мотивом и кроз неколико промена тоналитета води ка снажном, ритмичном завршетку. Компоновао ју је Едуард Куркота на текст Кристијана Хрискуа и Михаеле Деак.
Михај је снимио укупно седам албума, а 2005. године је изашао и први соло албум Altceva. Познате су његове изузетне гласовне могућности (5⅓ октаве). Свирао је у многим европским земљама и номинован је за „омиљеног солисту“ и „хит године“ у наградама „Најомиљенији Румуни“. Предаје певање у школи талената. Живи у Констанци.